# Arophyton tripartitum
Arophyton tripartitum är en kallaväxtart som beskrevs av Henri Lucien Jumelle. Arophyton tripartitum ingår i släktet Arophyton och familjen kallaväxter.

## Underarter
Arten delas in i följande underarter:
- A. t. masoalaense
- A. t. tripartitum